# Порадниця
«Порадниця» — всеукраїнська щотижнева газета для всієї родини. Засновник і видавець — ТОВ «КО-ОП МЕДІА» (раніше ПСК "Редакція газети «Вісті Центральної спілки споживчих товариств України»). Головний редактор — Тетяна Власюк, заслужений журналіст України.
Газета виходить українською та російською мовами.
Головний слоган видання: «Читати можна будь-яку газету, а порадитися — тільки з „Порадницею“».

## Історія
Газета «Порадниця» була заснована у 1994 році як додаток до кооперативного видання «Вісті…», в якому доти виходила й виходить досі однойменна сторінка.
У 1995 році було надруковано 6 випусків газети (наклад кожного становив 13-14 тис. прим.), які розповсюджувалися через роздрібну мережу Укоопспілки.
У 1996 році «Порадниця» починає виходити як самостійне видання, двічі на місяць, обсягом 8 сторінок формату А3. Її наклад за передплатою становить 23 тис. прим. Редакція переїжджає з офісу Укоопспілки у приміщення, яке займає по вул. Чигоріна, 12.
За 1997 рік передплатний тираж видання зростає до 80 тис. прим.
Починаючи з 1998 року «Порадниця» стає тижневиком із майже півмільйонним передплатним тиражем, а під кінець 1999 року він сягає 947282 примірники (загальний — 1 мільйон 40 тисяч). Газета вже друкується у трьох київських друкарнях.
Наприкінці 2000 року «Порадниця» встановлює рекорд з передплати - 1 мільйон 608 тисяч примірників (загальний наклад видання 1 млн 747 тис. прим.). Газета стає найтиражнішим виданням України..
Опановано децентралізований друк зростаючих тиражів: окрім трьох київських друкарень, газету друкують у Львові та Харкові.
У 2002 році ПСК «Редакція газети „Вісті…“ розпочато будівництво власної потужної виробничо-поліграфічної бази, і вже в кінці року на сучасній офсетній газетній машині UNISET-60 було віддруковано частину тиражу першого номера „Порадниці“ за 2003 рік.
З 2007 року „Порадниця“ стає повноколірним виданням. Також у кольорі виходять її додатки — „Рукоділля“ та „Порадниця“ юридична».
З 2008 року обсяг кожного номера газети становить 16 сторінок.

## Власні проєкти
«Порадницька гостина» — авторський проєкт головного редактора Тетяни Власюк, в рамках якого публікуються її інтерв'ю із відомими, успішними українцями, котрі творять мистецьку, наукову, спортивну, медичну славу України. За 15 років існування проекту гостями видання стали майже дві сотні українців, серед яких зокрема Наталія Сумська, Віталій Малахов, Анатолій Паламаренко, Вадим Крищенко, Юрій Рибчинський, Кіра Муратова, Роман Балаян, Микола Амосов, Борис Тодуров, Іван Малкович, Сергій Притула, Мирослав Попович, Борис Олійник, Ніна Матвієнко, Тіна Кароль, Ольга Сумська, Марія Єфросініна, Марія Бурмака, Алла Мазур, Євгенія Гапчинська, Наталія Васько, Римма Зюбіна, Любомир Гузар, Патріарх Філарет, Іван Марчук, Леонід Каденюк, Альбіна Дерюгіна та багато інших.
У 2005 році було видано книжку Тетяни Власюк «Порадницька гостина. Від джерел».
У 2016 році світ побачило друге видання — «Порадницька гостина. Історії життя та успіху. 2006—2016», куди увійшли 69 історій гостей проекту.
У квітні 2015 року «Порадниця» започаткувала серію тематичних випусків "Бібліотечка «Порадниці», кожен із яких присвячено певній темі з найрізноманітніших сфер життя: здоров'я, краси, виховання дітей, ведення домашнього господарства, садівництва, городництва, квітникарства тощо. Як самостійне видання «Бібліотечку» реалізовували окремо через роздрібні мережі, а з другого півріччя 2016 року її було включено до Каталогу передплатних видань у комплекті з «Порадницею», .

## Нагороди
У 2000 році «Порадниці» вручено найвищу нагороду в галузі журналістики — «Золоте перо».
У 2011 році колектив газети нагороджено Дипломом Міжнародного академічного рейтингу популярності «Золота Фортуна».
Газета перемогла також у номінації «Благодійність у медіа» Національного конкурсу «Благодійна Україна — 2016».